# Jurnal TV
Jurnal TV est une chaîne de télévision moldave d'information en continu, filiale du groupe Jurnal Trust Media.

## Histoire
Jurnal TV est créée en 2009, mais sa diffusion ne se faisait que sur internet. Elle est alors la première chaîne d'information en continu de Moldavie. Le 5 mars 2010, elle commence à être diffusée sur le satellite Eutelsat.
À partir du 5 janvier 2011, la chaîne change son orientation en diffusant des divertissements et réduit en conséquence ses informations en continu.

### Haute définition
Jurnal TV est la première chaîne à diffuser en Haute définition. Elle a commencé à émettre de façon expérimentale le 7 décembre 2010 sur l'opérateur de câble Moldtelecom.

## Programmes
- Dr House

## Présentateurs et présentatrices
- Petru Bogatu
- Nicolae Negru
- Mariana Rață
- Vitalie Călugăreanu
- Stela Popa
- Elena Robu-Popa
- Val Butnaru
- Constantin Cheianu